# 蓬莱圆口小蜗牛
蓬莱圆口小蜗牛（学名：Sitalina trochulus formosanus），是柄眼目鳖甲蜗牛科Sitalina的一种。主要分布于台湾，常栖息在森林落叶层中。